# Běrastavický rajón
Běrastavický rajón (bělorusky Бераставіцкі раён, rusky Берестовицкий район, polsky Rejon brzostowicki) je administrativně-územní jednotka na jihozápadě Hrodenské oblasti Běloruska. Administrativním centrem rajónu je Vjalikaja Běrastavica (bělorusky Вялікая Бераставіца, rusky Большая Берестовица, polsky Brzostowica Wielka). Rozloha rajónu činí 743 km². V roce 2009 měl rajón 18 017 obyvatel, městské obyvatelstvo tvoří 31,7 %. Průměrná hustota zalidnění je 26,9 obyv./1 km².

## Vlajka a znak

### Popis vlajky
Vlajka městského sídla Vjalikaja Běrastavica a Běrastavického rajónu je obdélníkového tvaru bílé a zelené barvy s poměrem stran 1:2, v dolní části je umístěn vodorovný zelený pás zabírající 1/5 její šířky. Ve středu je zobrazena veverka obecná nad kterou je umístěna vznešená koruna žluté barvy.

### Popis znaku
Znak městského sídla Vjalikaja Běrastavica a Běrastavického rajónu má tvar barokního štít ve stříbrném rámečku, ve kterém je vyobrazena veverka obecná nad kterou je umístěna vznešená koruna žluté barvy.

## Geografie
Rajón se rozkládá na území o rozloze 0,9 tis. km². V roce 1991 pod jeho správu spadalo 129 osad (včetně agrosídla Pahraničny) a 7 selsovětů (Aljekšycký, Kvatarský, Kanjuchoŭský, Makaravitský, Malaběrastavický, Parchimaŭský, Ejsmantaŭský). Od severu k jihu prochází silnice ve směru Hrodna — Pahraničny — Białystok.
Běrastavický rajón hraničí s Hrodenským, Vaŭkavyským, Mastoŭským a Svislackým rajónem v Hrodenské oblasti a na západě s Polskem. Šířka rajónu od severu k jihu je 45 km a od západu k východu 25 km.
Území rajónu se nachází na jižním okraji Běloruské vysočiny. Většinu území zaujímá Vaŭkavyská vysočina, v severní části se nachází Němenská nížina, v severozápadním okraji je Hrodenská vysočina. Převažuje průměrná nadmořská výška 160–200 metrů nad mořem. Nejvyšší bod měří 212 metrů (v severní části rajónu, Mahyljanská grjada).
Rajón má zásoby minerálů jakými je rašelina (Алекшыцы), vysoce kvalitní hlína pro výrobu cihel (Знайдзіна), stavební písek a velké zásoby minerální vody. Území protéká řeka Svislač a jeho přítoky Věracjojka, Běrastavičanka, Usnarka a Odla.

## Přírodní poměry
Podnebí je mírně kontinentální. Průměrná teplota v lednu je -5 °C a v červenci 18 °C. Úhrn srážek dosahuje 560 mm za rok. Vegetační období trvá 200 dní. Dominují borovicové a smrkové lesy, má však i břízy, duby a habry. Lesy pokrývají 15% území. Půdy jsou převážně drnově podzolové. Bažiny zabírají 7,6% území.

## Historie
Běrastavický rajón byl vytvořen 20. 9. 1944 po přejmenování Krymkaŭského rajónu. Centrum rajónu je městské sídlo Vjalikaja Běrastavica (česky Velká Běrastavica). Během druhé světové války (v červnu 1941) bylo území rajónu okupováno německými fašistickými jednotkami, které pobily více než 600 lidí.
Na jeho území operoval Krynaŭský podzemní okresní výbor Konsomolu a 550. partyzánský oddíl. Jeho území bylo osvobozeno sovětskými vojsky v červenci 1944 během Białystocké operace v roce 1944. V roce 1944 bylo západní část rajónu předána Polsku.

## Hospodářství
Celková výměra zemědělské půdy je 50 900 ha, z toho je odvodněno 7,9 tisíc ha. Hlavní průmyslovým odvětvím zemědělství je chov zvířata pro maso a mléko, pěstování obilovin, pícnin, brambor a cukrové řepy. Mezi městy Ajcova a Vjalikaja Běrastavica se pěstuje cukrová řepa. V těchto městech funguje malý potravinářský průmysl, zaměřený hlavně na zpraovatelský průmysl (konkrétně výroba másla, lihoviny). V severní části rajónu, v blízkosti obce Znajdzina, se vyrábějí cihly. Rajónu poskytuje rovněž v omezené míře dřevo pro stavební účely.
V severní části jsou tři malá centra těžebního průmyslu. V obci Mandzinie je dobýván jíl pro cihelnu v Znajdzine. Na východ od něj se nacházejí 2 povrchové doly, ve kterých společnost „Indurskoje“ těží směs písku a štěrku.
Přes území prochází železniční trať Białystok — Vaŭkavysk, linka je však využívána jen do stanice Pahraničny, kde končí mezinárodní spoje. K dispozici jsou také silnice do měst Białystok, Hrodna, Svislač a Vaŭkavysk. V jižní části rajónu ve směru z východu na západ je elektrické přenosové vedení do Polska a plynovod z města Slonim do Polska a dále do Německa.

## Architektonické památky

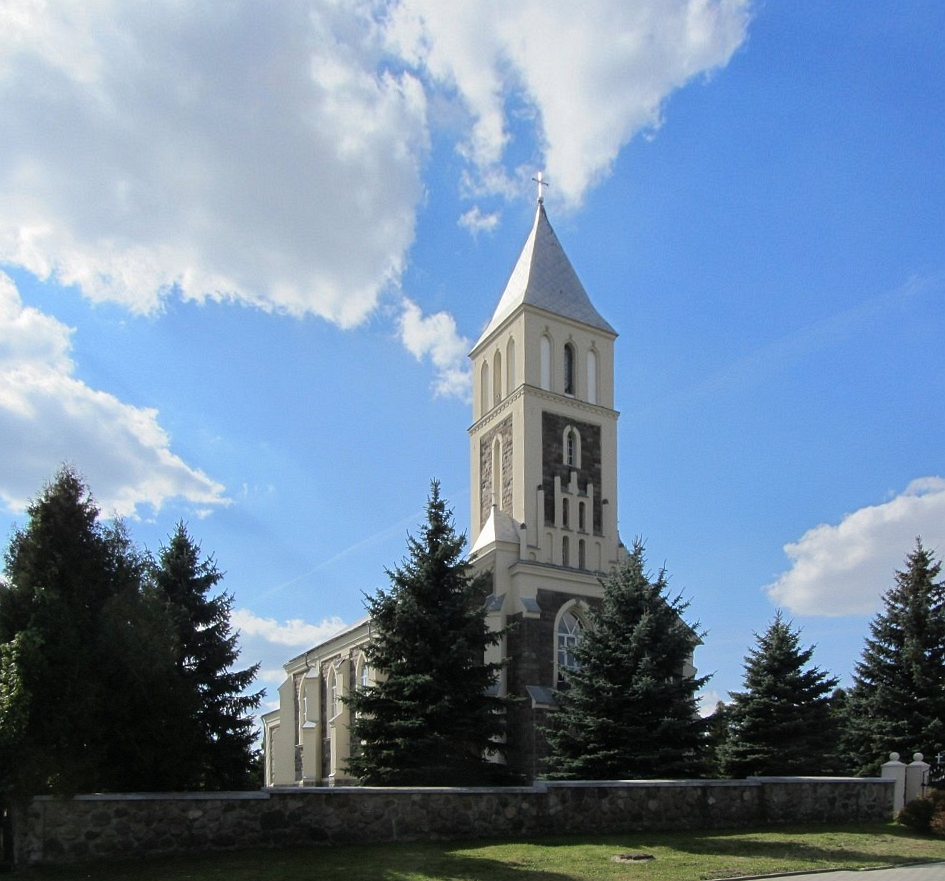
Katlický kostel v obci Vjalikaja Běrastavica

- pravoslavný kostel (1871, obec Aliekšycy),
- katolický kostel Jana Nepomuka 19. — počátek 20. století (obec Vjalikija Ejsmanty),
- pravoslavný kostel (1860, Harbačy),
- kaplička z počátku 20. století (obec Hljebavičy),
- pravoslavný kostel z počátku 20. století (obec Hljebavičy),
- svatokřížský pravoslavný kostel (1885, obec Kljepačy),
- panství z roku 1848 (obec Liški),
- svatokřížský katolický kostel konce 18. století (obec Makaraŭtsy),
- Dzmitraŭský pravoslavný kostel z roku 1866,
- katolický kostel z 19. století,
- panský dům z roku 1912 (obec Malaja Běrastavica),
- pravoslavný kostel narození Panny (1796),
- panství (konce 18. století — 1. polovina 19. století (obec Masaljany) a jiné.

## Rodáci
- Aljaksandr Dzmitryjevič Kavaljeňa (Аляксандр Дзмітрыевіч Каваленя, 1895 Hrodenský povět, Hrodenská gubernie, nyní Běrastavický rajón — 27. srpen 1937 Minsk) — běloruský archeolog, v roce 1929 ukončil Běloruskou státní univerzitu

- Pavěl Kanstancinavič Valyncevič (Павел Канстанцінавіч Валынцэвіч, 1875 městečko Vjalikaja Běrastavica — 1962 Vaŭkavysk) — jeden ze zakladatelů moderní běloruských fotografiích, pravoslavný kněz, v roce 1897 ukončil Vilenský duchovní seminář